# ترنتون (مین)
ترنتون (به انگلیسی: Trenton) یک منطقهٔ مسکونی در ایالات متحده آمریکا است که در شهرستان هنکاک، مین واقع شده‌است. ترنتون ۷۳٫۵۳ کیلومتر مربع مساحت و ۱٬۵۸۴ نفر جمعیت دارد و ۱۵ متر بالاتر از سطح دریا واقع شده‌است.